# Persone di nome Dana
| Questa pagina contiene informazioni ricavate automaticamente dalle voci biografiche con l'ausilio del template Bio e di un bot. L'aggiornamento è periodico e automatico e ricostruisce completamente la pagina. Se manca una persona in questa lista, sei pregato di non aggiungerla, ma accertati piuttosto che la sua voce biografica contenga il template Bio e che i dati anagrafici siano correttamente compilati. Se il template Bio manca, inseriscilo tu stesso o, in alternativa, metti l'avviso {{tmp\|Bio}} che ne segnala la mancanza. Se i dati riportati sono sbagliati, correggi direttamente la voce biografica; le modifiche saranno visibili in questa lista entro pochi giorni. Per chiarimenti vedi il progetto antroponimi. La lista contiene solo le 83 persone che sono citate nell'enciclopedia e per le quali è stato implementato correttamente il template Bio. Pagina aggiornata al 6 ago 2025. |

Questa è una lista di persone presenti nell'enciclopedia che hanno il nome Dana, suddivise per attività principale.

## Allenatori di pallacanestro(1)
- Dana Altman, allenatore di pallacanestro statunitense (Crete, n. 1958)

## Animatrici(1)
- Dana Terrace, animatrice e regista statunitense (Hamden, n. 1990)

## Archeologhe(1)
- Dana Cameron, archeologa e scrittrice statunitense (Nuova Inghilterra, n. 1965)

## Attori(4)
- Dana Ashbrook, attore statunitense (San Diego, n. 1967)
- Dana Carvey, attore, comico e imitatore statunitense (Missoula, n. 1955)
- Dana Gould, attore, comico e doppiatore statunitense (Hopedale, n. 1964)
- Dana Snyder, attore e comico statunitense (Allentown, n. 1973)

## Attrici(18)
- Dana Barron, attrice statunitense (New York City, n. 1966)
- Dana Bartůňková, attrice ceca (Praga, n. 1957)
- Dana Broccoli, attrice e scrittrice statunitense (New York City, n. 1922 - Beverly Hills, † 2004)
- Dana Davis, attrice e doppiatrice statunitense (Davenport, n. 1978)
- Dana DeLorenzo, attrice e conduttrice radiofonica statunitense (Youngstown, n. 1983)
- Dana Delany, attrice statunitense (New York, n. 1956)
- Dana Eskelson, attrice statunitense (Dallas, n. 1965)
- Dana Gaier, attrice e doppiatrice statunitense (Livingston, n. 1997)
- Dana Ghia, attrice e cantante italiana (Milano, n. 1932 - Mori, † 2024)
- Dana Gourrier, attrice statunitense (New Orleans, n. 1979)
- Dana Heath, attrice, doppiatrice e modella statunitense (Andorra la Vella, n. 2006)
- Dana Ivey, attrice statunitense (Atlanta, n. 1941)
- Dana Kimmell, attrice statunitense (Texarkana, n. 1959)
- Dana Laurita, attrice statunitense (Los Angeles, n. 1964)
- Dana Plato, attrice statunitense (Maywood, n. 1964 - Moore, † 1999)
- Dana Vávrová, attrice e regista ceca (Praga, n. 1967 - Monaco di Baviera, † 2009)
- Dana Wheeler-Nicholson, attrice statunitense (New York, n. 1960)
- Dana Wynter, attrice britannica (Berlino, n. 1931 - Ojai, † 2011)

## Attrici pornografiche(1)
- Dana DeArmond, attrice pornografica, regista e pattinatrice statunitense (Fort Bragg, n. 1979)

## Bassisti(1)
- Dana Strum, bassista statunitense (Washington, n. 1958)

## Canoiste(1)
- Dana Chladek, ex canoista statunitense (Děčín, n. 1963)

## Cantanti(6)
- Dana, cantante e politica irlandese (Islington, n. 1951)
- Dana Dawson, cantante e attrice statunitense (New York, n. 1974 - New York, † 2010)
- Dana Gillespie, cantante e attrice britannica (Woking, n. 1949)
- Queen Latifah, cantante, rapper e attrice statunitense (Newark, n. 1970)
- Dana Reeve, cantante, attrice e attivista statunitense (Teaneck, n. 1961 - New York, † 2006)
- Dana Swanson, cantante, attrice e sceneggiatrice statunitense (Atlanta, n. 1981)

## Cantautrici(3)
- Dana Fuchs, cantautrice e attrice statunitense (New Jersey, n. 1976)
- Dana McVicker, cantautrice statunitense (Baltimora, n. 1963)
- Dana Salah, cantautrice e produttrice discografica giordana (Amman, n. 1989)

## Cestiste(7)
- Dana Boonen, ex cestista belga (Gand, n. 1979)
- Pokey Chatman, ex cestista e allenatrice di pallacanestro statunitense (Ama, n. 1969)
- Dana Evans, cestista statunitense (Blue Island, n. 1998)
- Dana Hojsáková, ex cestista cecoslovacca (Most, n. 1958)
- Dana Ptáčková, ex cestista cecoslovacca (Olomouc, n. 1952)
- Dana Rumlerová, ex cestista cecoslovacca (Brno, n. 1946)
- Dana Wynne, ex cestista e allenatrice di pallacanestro statunitense (Orange, n. 1975)

## Cestisti(2)
- Dana Barros, ex cestista e allenatore di pallacanestro statunitense (Boston, n. 1967)
- Dana Pagett, ex cestista e allenatore di pallacanestro statunitense (El Segundo, n. 1949)

## Compositori(1)
- Dana Kaproff, compositore statunitense (Los Angeles, n. 1954)

## Disc jockey(1)
- Lady Dana, disc jockey e produttrice discografica olandese (Amsterdam, n. 1974)

## Doppiatrici(1)
- Dana Hill, doppiatrice e attrice statunitense (Los Angeles, n. 1964 - Burbank, † 1996)

## Giavellottiste(1)
- Dana Zátopková, giavellottista cecoslovacca (Karviná, n. 1922 - Praga, † 2020)

## Giocatori di baseball(1)
- Dana Eveland, giocatore di baseball statunitense (Olympia, n. 1983)

## Giocatori di football americano(2)
- Dana Hall, ex giocatore di football americano statunitense (Bellflower, n. 1969)
- Dana Stubblefield, ex giocatore di football americano statunitense (Cleves, n. 1970)

## Hockeiste su ghiaccio(1)
- Dana Antal, hockeista su ghiaccio canadese (Saskatoon, n. 1977)

## Imprenditori(1)
- Dana White, imprenditore, telecronista sportivo e personaggio televisivo statunitense (Manchester, n. 1969)

## Imprenditrici(1)
- Dana Walden, imprenditrice statunitense (Los Angeles, n. 1964)

## Informatici(1)
- Dana Scott, informatico e matematico statunitense (Berkeley, n. 1932)

## Musiciste(1)
- Dana Dragomir, musicista e compositrice svedese (Bucarest, n. 1964)

## Nuotatrici(2)
- Dana Schoenfield, ex nuotatrice statunitense (Harvey, n. 1953)
- Dana Vollmer, ex nuotatrice statunitense (Syracuse, n. 1987)

## Orientiste(1)
- Dana Brožková, orientista ceca (Rovensko pod Troskami, n. 1981)

## Pallavoliste(3)
- Dana Cranston, pallavolista canadese (Fort St. John, n. 1991)
- Dana Knudsen, pallavolista statunitense (n. 1990)
- Dana Rettke, pallavolista statunitense (Riverside, n. 1999)

## Poeti(1)
- Dana Gioia, poeta e saggista statunitense (Hawthorne, n. 1950)

## Politiche(1)
- Dana Perino, politica, funzionaria e opinionista statunitense (Evanston, n. 1972)

## Politici(1)
- Dana Rohrabacher, politico statunitense (Coronado, n. 1947)

## Produttori cinematografici(1)
- Dana Brunetti, produttore cinematografico statunitense (Covington, n. 1973)

## Produttrici cinematografiche(1)
- Dana Murray, produttrice cinematografica statunitense

## Psicologhe(1)
- Dana Němcová, psicologa ceca (Most, n. 1934 - Praga, † 2023)

## Registi(1)
- Dana Adam Shapiro, regista statunitense

## Santi(1)
- San Dana, santo bizantino (Valona - Montesardo)

## Sceneggiatori(1)
- Dana Olsen, sceneggiatore e produttore televisivo statunitense

## Sceneggiatrici(1)
- Dana Fox, sceneggiatrice, produttrice cinematografica e attrice statunitense (Brighton, n. 1976)

## Sciatori alpini(1)
- Dana Williams, ex sciatore alpino canadese (n. 1975)

## Scrittrici(2)
- Dana Spiotta, scrittrice statunitense (New Jersey, n. 1966)
- Dana Stabenow, scrittrice statunitense (Anchorage, n. 1952)

## Slittiniste(1)
- Dana Spálenská, ex slittinista cecoslovacca (Jablonec nad Nisou, n. 1950)

## Storici(1)
- Dana Carleton Munro, storico statunitense (Bristol, n. 1866 - † 1933)

## Tenniste(1)
- Dana Gilbert, ex tennista statunitense (n. 1959)

## Tripliste(1)
- Dana Velďáková, triplista e lunghista slovacca (Rožňava, n. 1981)

## Trombettisti(1)
- Dana Karl Glover, trombettista statunitense (Los Angeles, n. 1958)

## Velociste(1)
- Dana Abdulrazak, velocista irachena (Baghdad, n. 1986)